# Patima
Pour les articles homonymes, voir Patima.
Genre
Patima est un genre de plantes à fleurs néotropicale, appartenant à la famille des Rubiaceae, comptant 3 à 5 espèces, et dont l'espèce type est Patima guianensis Aubl.. 

## Description
Patima regroupe des arbustes à tiges dressées, cylindriques, creuses aux entrenœuds. Les stipules interpetiolaires sont connées à la base, persistantes.
Les inflorescences sont axillaires, en ombelles congestives, ébractées.
Les fleurs sont 5-mères, avec le tube du calice tronqué.
La corolle est infundibuliforme, avec le tube glabre abaxialement, densément villeux à la base adaxialement, les lobes acuminés, valvés en bouton.
Les étamines ont leurs anthères dorsifixes.
L'ovaire est à 5 loges, avec de nombreux ovules par loge, disposés horizontalement sur des placentas charnus.
Les fruits sont bacciformes, à 5 loges, à calices persistants. Les graines sont nombreuses, minuscules. 

## Répartition
Patima est un genre néotropical représenté seulement sur le plateau des Guyanes, au Guyana, au Suriname, en Guyane, et au Brésil.

## Liste des espèces et variétés
Selon GBIF (25 mai 2024) :
- Patima forsythii DC.
- Patima guianensis Aubl.
- Patima minor C.M.Taylor

Selon Tropicos (25 mai 2024) (Attention liste brute contenant possiblement des synonymes) :
- Patima formicaria I.M. Johnst., 1924
- Patima forsythii DC., 1830
- Patima guianensis Aubl., 1775
- Patima laxiflora Benth., 1841
- Patima minor C.M. Taylor, 2010

## Histoire naturelle

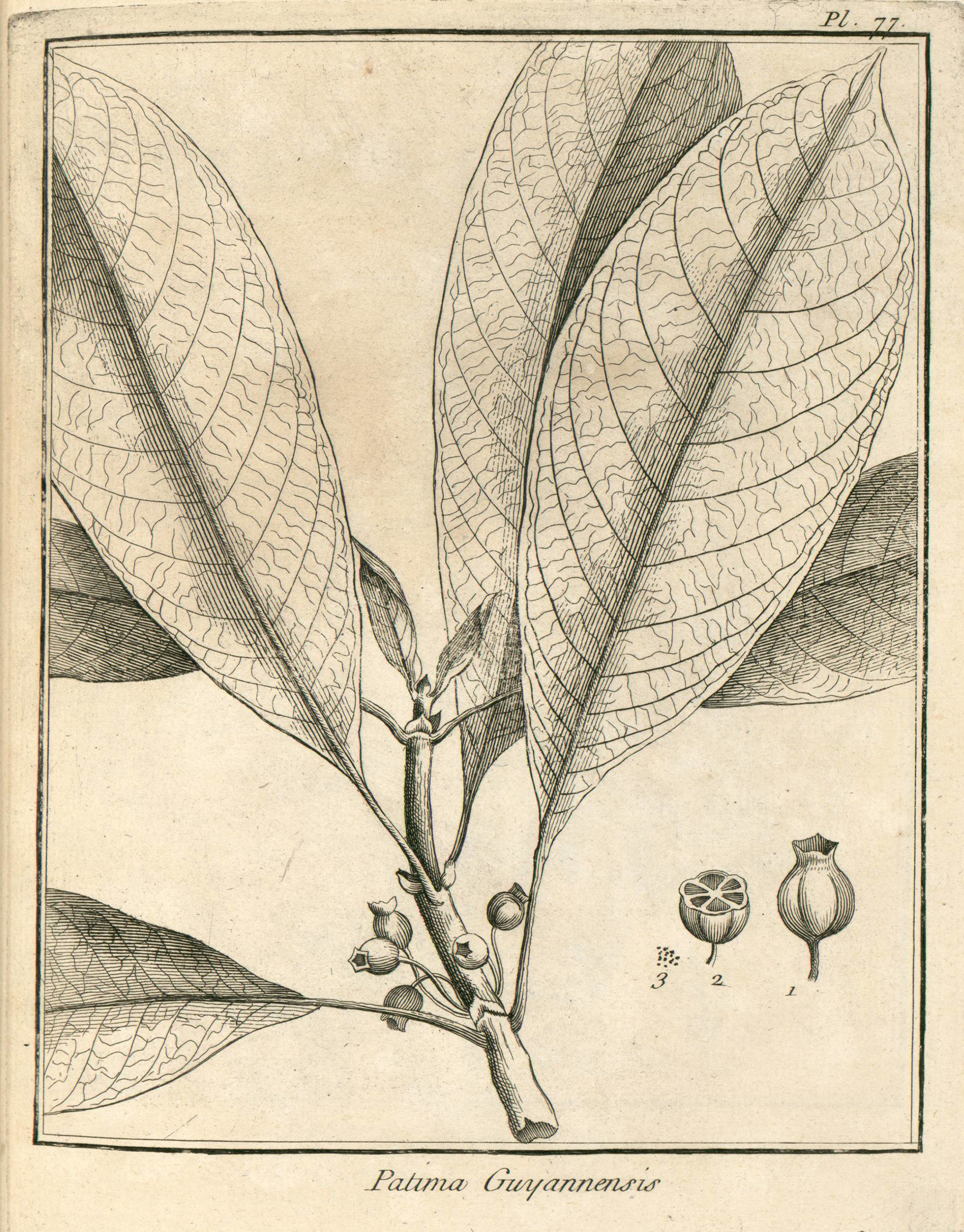
Patima guianensis Aublet, Planche 65 accompagnant la description du genre Patima par Aublet (1775) Explication de la Planche soixante-dix-septième - 1. Baie. - 2. Baie coupée en travers. - 3. Semences.

En 1775, le botaniste Aublet propose la diagnose suivante : 

« PATIMA. (Tabula 77.) 
CAL. Perianthium monophyllum ; limbo integro, ſubquinque-ſinuato.
COR. . . .
STAM. . .
PIST. Germen inferum, calicis fundo adnatum. Stylus . . . Stigma. . .
PER. Bacca viridis, ſubrotunda, calicis margine coronata, quadri, quinque aut ſex-locularis.
SEM. plurima, minutiſſima, in pulpa molli nidulantia. »

— Fusée-Aublet, 1775.